# U Got 2 Know
U Got 2 Know är ett musikalbum, släppt av den italiensk-brittiska eurodancegruppen Cappella 1994.

## Låtlista
1. U Got 2 Know
2. U Got 2 Let The Music
3. Don't Be Proud
4. U & Me
5. Everybody
6. What I Gotta Do
7. Move On Baby
8. Shake Your Body
9. The Big Beat
10. Move It Up
11. U Got 2 Let The Music (bonus remix)
12. Cappella Megamix (U Got 2 Know/U Got 2 Let The Music/Move On Baby)